# Константинов, Владимир Константинович (актёр)
Владимир Константинович Константинов (1920; Москва — 26 марта 1944; неподалёку от Вайвары под Нарвой) — советский актёр, участник Великой Отечественной войны. Известен по фильму "Новый Гулливер".

## Биография
Владимир Константинов родился в 1920 году в Москве. Окончил Московскую школу № 33. В 15 лет Владимир Константинов снялся в фильме режиссёра Александра Птушко «Новый Гулливер» (1935).
В 1939 году был призван в ряды РККФ, участвовал в Советско-финской войне.
На фронт Великой Отечественной войны ушел в 1941 году, будучи студентом Инженерно-строительного института им. Куйбышева.
Старшина 2-й статьи Константинов воевал радистом взвода управления командующего артиллерией 72-й стрелковой дивизии Ленинградского фронта. Постоянно находился в передовых частях, обеспечивая корректировку огня.
Владимир Константинович Константинов героически погиб 26 марта 1944 года в бою недалеко от населенного пункта Вайвара под Нарвой.

## Фильмография
- 1935 — Новый Гулливер — Петя Константинов (Гулливер)